# Dearing (Géorgie)
Pour les articles homonymes, voir Dearing.
Dearing est une ville du comté de McDuffie, dans l'État de Géorgie, aux États-Unis.

## Démographie
| 1920 | 1930 | 1940 | 1950 | 1960 | 1970 |
| ---- | ---- | ---- | ---- | ---- | ---- |
| 256  | 246  | 273  | 325  | 403  | 555  |

| 1980 | 1990 | 2000 | 2010 | - | - |
| ---- | ---- | ---- | ---- | - | - |
| 539  | 547  | 441  | 549  | - | - |